# Землетрясение в Скопье

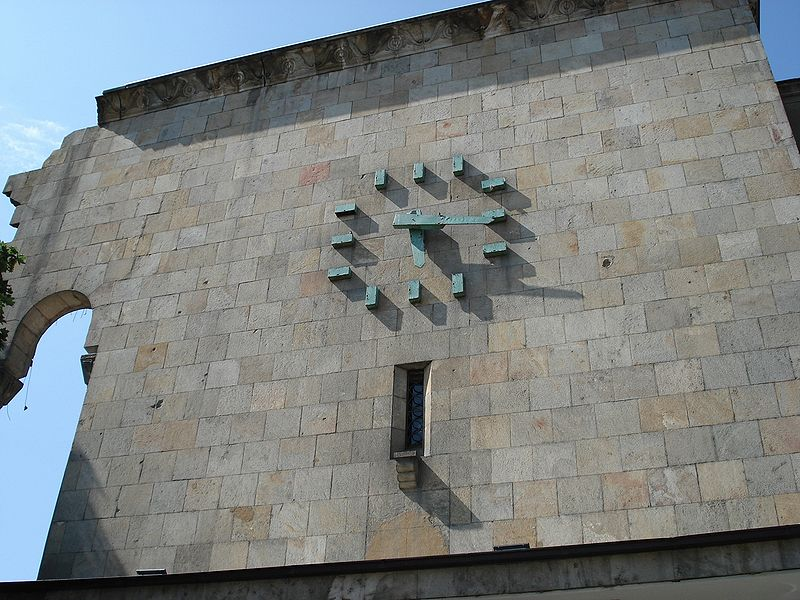
Остановившиеся часы на старом здании вокзала Скопье

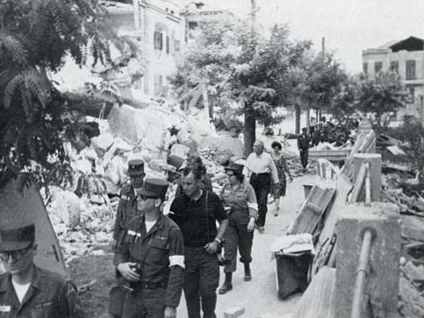
Сотрудники американского военного госпиталя в Скопье

Землетрясение в Скопье (макед. Скопски земјотрес од 1963 година), столице Социалистической Республики Македонии произошло 26 июля 1963 года и разрушило большую часть города. Магнитуда толчка составила 6,9 по шкале Рихтера. В результате землетрясения погибло более 1 070 человек, около трёх тысяч получили ранения, примерно 75 % жилых домов были разрушены или серьёзно повреждены.
Область возникновения землетрясения располагалась на одной линии разлома с Итальянской и Французской Ривьерой, где за несколько дней до землетрясения люди ощущали слабые толчки. Интенсивность сотрясений в эпицентре составила IX баллов. Вслед за первым толчком последовал афтершок меньшей силы. Всего за сутки было зарегистрировано 84 толчка.
Сразу после землетрясения около восьмидесяти стран направили в Югославию спасателей, финансовую и гуманитарную помощь. 14 октября того же года Генеральная Ассамблея ООН приняла резолюцию № 1882, в которой отмечала, что «восстановление Скопье стало подлинным символом дружбы и братства народов».

## Сейсмическая обстановка в регионе
Юг Македонии, регион реки Вардар, известен как зона высокой сейсмической активности. В истории Скопье до XX века известны два разрушительных землетрясения: в 518 году н. э. и в 1555 году. Тем не менее, при планировке города и строительстве зданий данные о сейсмической опасности никогда не учитывались.

## Землетрясение
Толчки произошли утром 26 июля и продолжались 20 секунд. Точное время самого сильного толчка зафиксировали часы на здании вокзала Скопье, остановившиеся в 5:17 утра. В общей сложности были разрушены или сильно повреждены около 75 % жилых домов, почти все школы и больницы, а также здания вокзала и почтамта, так что город оказался отрезан от внешнего мира. Также были уничтожены многие административные здания, в том числе штаб-квартира Центрального комитета Компартии Македонии, мэрия и Национальный банк. Промышленным строениям был нанесён гораздо меньший ущерб, так как они располагались далеко от эпицентра, а их конструкция позволила выдержать толчки. Больше всего пострадали постройки из кирпича, и их обрушение повлекло больше всего жертв.

## Спасательная операция и восстановление
Сразу после землетрясения военные, отряды гражданской обороны и местные жители приступили к разбору завалов. Почти сразу после землетрясения началась международная кампания по ликвидации последствий землетрясения. В восстановлении Скопье приняли участие около 80 стран, размер пожертвований составил сумму, эквивалентную 37 миллионам динаров, также были собраны вещи на сумму 121 млн динаров. Для нескольких десятков тысяч человек, потерявших жильё, в первые дни были открыты палаточные городки, а в течение года построены временные деревянные дома.
СССР оказал помощь к концу 1963 года на общую сумму более 1 млрд динаров, прислал около пятисот военных для расчистки завалов. Полномасштабное восстановление города проходило в 1960-х годах под руководством японского архитектора Кэндзо Тангэ.
Знаковым событием стало открытие в 1970 году в Скопье Музея современного искусства, значительную часть коллекции которого составили произведения искусства, подаренные другими странами после землетрясения. Само здание для музея было спроектировано польскими архитекторами и стало подарком правительства Польши. Одним из главных экспонатов нового музея стала картина Пабло Пикассо «Голова женщины», подаренная городу художником.

## Футбольный матч
23 сентября 1964 года в Белграде прошёл благотворительный матч в пользу жертв землетрясения в Скопье между сборными Югославии и Европы (2:7).
| 23 сентября 1964       | \| Югославия \| 2:7 (1:5) \| Европа \| \| Костич 31′ · Галич 62′ \| Голы \| 21′, 68′ Зеелер · 22′ (пен.), 43′, 52′, 56′ Эйсебио · 86′ Жозе Аугушту \| | Стадион: ЮНА, Белград Зрителей: 20 000 Судья: Готтфрид Динст           |
| Югославия              | 2:7 (1:5) | Европа                                                                 |
| Костич 31′ · Галич 62′ | Голы | 21′, 68′ Зеелер · 22′ (пен.), 43′, 52′, 56′ Эйсебио · 86′ Жозе Аугушту |

| Югославия:     |  |                  |                 |     |
|                |  |                  |                 |     |
| В              |  | Милутин Шошкич   | Партизан        | 46' |
| В              |  | Златко Шкорич    | Динамо (Загреб) | 46' |
| З              |  | Рудольф Белин    | Динамо (Загреб) |     |
| З              |  | Фахрудин Юсуфи   | Партизан        |     |
| ПЗ             |  | Воислав Мелич    | Црвена звезда   |     |
| З              |  | Велибор Васович  | Партизан        |     |
| З              |  | Милан Чоп        | Црвена звезда   |     |
| Н              |  | Спасое Самарджич | Белград         | 65' |
| ПЗ             |  | Звeздaн Чeбинaц  | Партизан        | 65' |
| Н              |  | Славен Замбата   | Динамо (Загреб) |     |
| Н              |  | Милан Галич      | Партизан        |     |
| Н              |  | Бора Костич      | Црвена звезда   |     |
| Н              |  | Йосип Скоблар    | Белград         |     |
| Тренер:        |  |                  |                 |     |
| Любомир Ловрич |  |                  |                 |     |

| Европа:     |  |                       |                  |                 |
|             |  |                       |                  |                 |
| В           |  | Лев Яшин              | Динамо (Москва)  |                 |
| З           |  | Ян Лала               | Славия (Прага)   |                 |
| ПЗ          |  | Сватоплук Плускал     | Дукла (Прага)    |                 |
| З           |  | Кальман Месёй         | Вашаш            |                 |
| З           |  | Карл-Хайнц Шнеллингер | Рома             |                 |
| ПЗ          |  | Йозеф Масопуст        | Дукла (Прага)    |                 |
| ПЗ          |  | Валерий Воронин       | Торпедо (Москва) |                 |
| Н           |  | Жозе Аугушту          | Бенфика          |                 |
| Н           |  | Уве Зеелер            | Гамбург          |                 |
| Н           |  | Эйсебио               | Бенфика          |                 |
| Н           |  | Антониу Симойнш       | Бенфика          |                 |
| ПЗ          |  | Карой Шандор          | МТК              | Вышел на замену |
| Тренер:     |  |                       |                  |                 |
| Хельмут Шён |  |                       |                  |                 |